# Eccomi qua
Eccomi qua è un film del 2002 diretto da Giacomo Ciarrapico.

## Trama
Matteo è un trentenne che, come i suoi migliori amici, è alla ricerca della sua identità; non ha un lavoro fisso, è fuori corso all'università e si fa mantenere dai genitori; la notizia della gravidanza della sua fidanzata gli darà una scossa.

## Colonna sonora
Nel film è presente la canzone di Nada Ma che freddo fa.

## Distribuzione
Presentato in concorso il 10 novembre 2002 al Torino Film Festival è uscito nei cinema italiani il 14 marzo 2003.

## Accoglienza

### Critica
- Il dizionario Morandini assegna al film due stelle e mezzo su cinque e lo definisce un film fragile, ma sincero[3].
- Il dizionario Farinotti gli assegna una stella su cinque e non fornisce nessun giudizio critico sul film[4].